# علم آثار البيانات

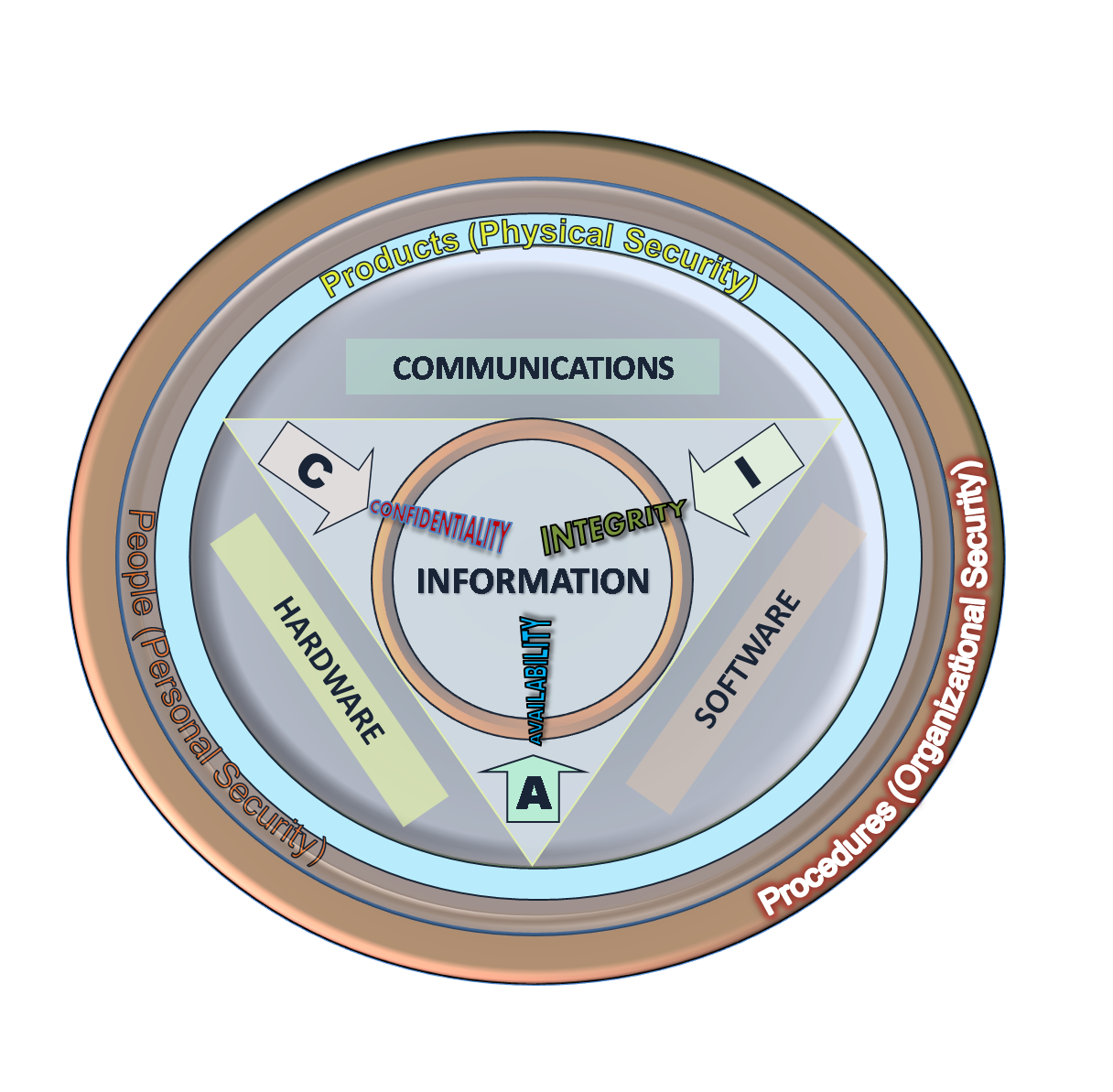

للاطلاع على تحليل البيانات الاثرية بالاعتماد على الحاسوب، انظر علم الآثار الحاسوبية [الإنجليزية].
يشير علم آثار البيانات إلى فن وعلم استعادة بيانات الحاسوب المرمزة و / أو المشفرة في وسائل الإعلام أو في تنسيقات عفا عليها الزمن. يمكن أن يشير علم آثار البيانات أيضا إلى استعادة المعلومات من الأشكال الإلكترونية التالفة بعد الكوارث الطبيعية أو الكوارث التي هي من صنع الإنسان.
المصطلح ظهر أصلا في عام 1993 كجزء من مشروع انقاذ البيانات الأثرية الخاصة بعلوم المحيطات العالمية (GODAR). وجاء الدافع الأساسي لعلم آثار البيانات من الحاجة لاسترداد السجلات الآلية للظروف المناخية المخزنة على الشريط الحاسوبي القديم، والتي يمكن أن توفر أدلة قيمة لاختبار نظريات تغير المناخ. سمحت هذه النهج بإعادة بناء صورة لمنطقة القطب الشمالي التي تم التقاطها بواسطة الأقمار الصناعية نيمبوس 2 في 23 سبتمبر 1966، في دقة أعلى من أي وقت مضى من هذا النوع من البيانات.
تستخدم ناسا أيضا خدمات علم آثار البيانات لاسترداد المعلومات المخزنة على الشريط الحاسوبي الكلاسيكي من حقبة الستينات، كما يتضح من مشروع استعادة الصور القمرية المتتبع [الإنجليزية] (LOIRP).

## التعافي
من المهم أيضا في علم آثار البيانات التمييز بين استعادة البيانات وضوح البيانات. حيث قد تكون قادرا على استرداد البيانات، ولكنك لست قادر على فهمها. لكي تكون البيانات فعالة في علم آثار البيانات يجب أن تكون البيانات واضحة ومفهومة.

### التعافي من الكوارث
يمكن استخدام علم آثار البيانات لاستعادة البيانات بعد الكوارث الطبيعية مثل الحرائق والفيضانات، والزلازل، أو حتى الأعاصير. على سبيل المثال، في عام 1995 أثناء الإعصار مارلين قام المختبر الوطني للإعلام بمساعدة إدارة المحفوظات والسجلات الوطنية في استعادة البيانات التي في خطر بسبب المعدات التالفة. كان سبب تلف الأجهزة هو المطر، والمياه المالحة، والرمل، وكان تنظيف بعض الأقراص ووضعهم في حافظات جديدة السبب في إنقاذ البيانات التي داخلها.

### تقنيات التعافي
عند اتخاذ قرار استعادة بيانات ما من عدمه، يجب أخذ بعين الاعتبار التكلفة. إذا كان هناك ما يكفي من الوقت والمال، فإن معظم البيانات يمكن استردادها. في حالة الوسائط المغناطيسية، والتي هي النوع الأكثر شيوعا الذي يستخدم لتخزين البيانات، وهناك العديد من التقنيات التي يمكن استخدامها لاسترداد البيانات اعتمادا على نوع من الضرر.
الرطوبة يمكن أن تجعل الاشرطة غير صالحة للاستعمال لأنها تبدأ في التدهور وتصبح لزجة. في هذه الحالة، يمكن تطبيق المعالجة الحراريةلإصلاح هذه المشكلة، عن طريق جعل الزيوت والمخلفات إما أن يتم استيعابها في الشريط أو أن تتبخر من على سطح الشريط. ومع ذلك، ينبغي أن يتم ذلك فقط من أجل الوصول إلى البيانات بحيث يمكن استخراجها ونسخها إلى وسط أكثر استقرارا.
فقدان التشحيم هو مصدر آخر من الأضرار التي قد تلحق الأشرطة. وهذا يحدث عادة بسبب الاستخدام الكثيف، ولكن يمكن أيضا أن يكون نتيجة التخزين غير السليم أو التبخر الطبيعي. نتيجة الاستخدام المكثف، يمكن ان تبقى بعض من زيوت التشحيم على رؤوس القراءة والكتابة والتي بالتالي تجمع الغبار والجسيمات. وهذا يمكن أن يسبب ضررا على الشريط. فقدان تزييت يمكن ان يعالج من خلال إعادة تشحيم الأشرطة. ينبغي أن يتم ذلك بحذر، والإفراط في إعادة التزييت يمكن أن يسبب انزلاق الشريط، والذي بدوره يمكن أن يؤدي بوسائل الإعلام إلى الخطأ وبالتالي فقدان البيانات.
الأضرار الناجمة عن المياه سوف تتسبب في تلف الأشرطة مع مرور الوقت. هذا يحدث غالبا في حالات الكوارث. إذا كانت وسائل الإعلام في المياه المالحة أو القذرة، ينبغي أن تشطف في المياه العذبة. وينبغي أن تتم عملية التنظيف، الشطف، وتجفيف الأشرطة الرطب في درجة حرارة الغرفة من أجل منع ضرر الحرارة. ينبغي استعادة الأشرطة القديمة قبل الأشرطة الحديثة، حيث أنهم أكثر عرضة لأضرار المياه.

## الوقاية
للحيلولة دون الحاجة لعلم آثار البيانات، يجب على المصنعون وأصحاب الوثائق الرقمية رعاية الحفظ الرقمي.